# Vaksalaskolan

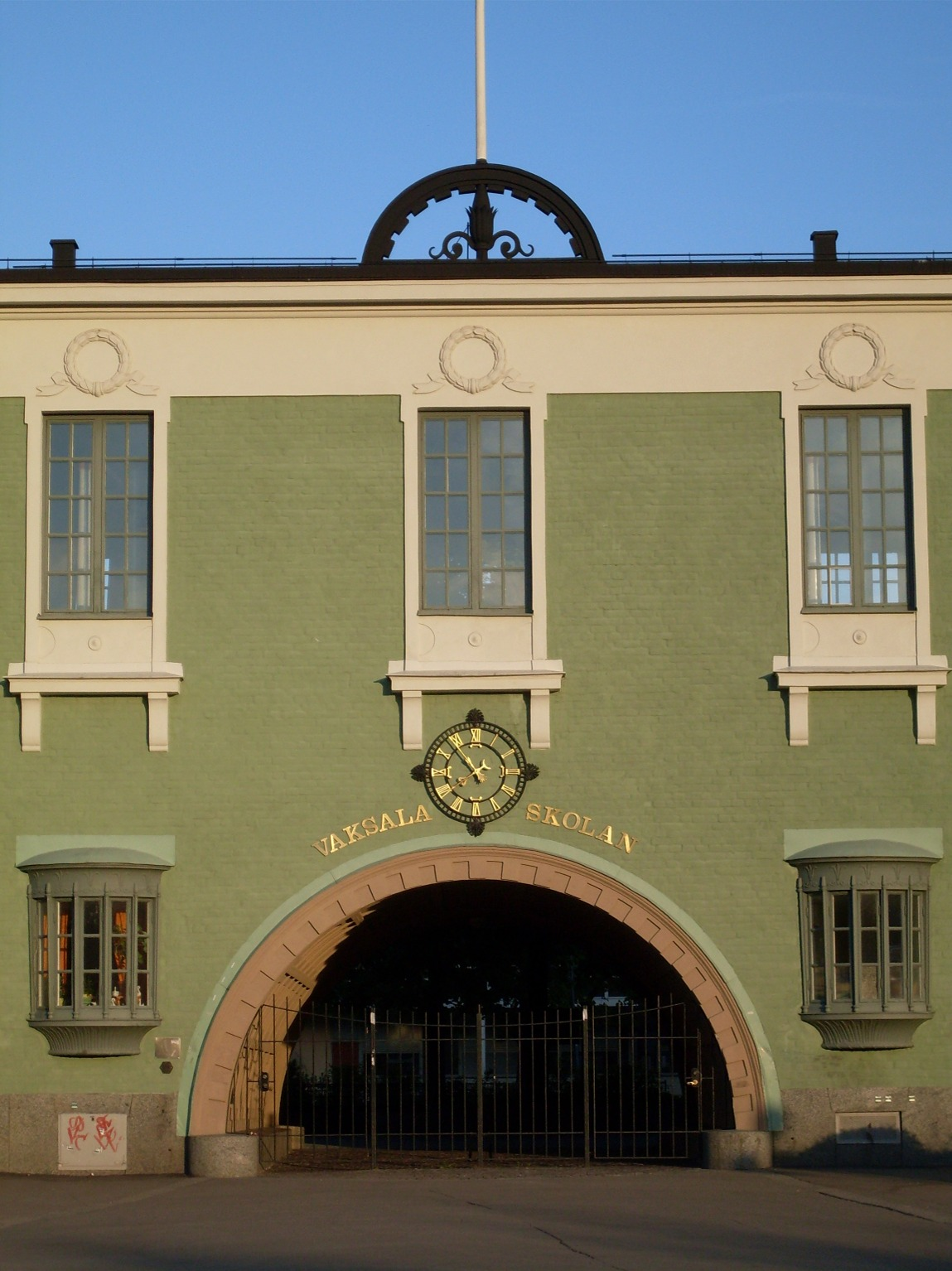
Vaksalaskolan sedd ifrån Vaksala torg, fasadens mittparti

Vaksalaskolan är en skola som ligger vid Vaksala torg i Uppsala. Skolbyggnaden är en av de första byggnaderna som byggdes av Anders Diös, som sedan skulle stå för många byggnader i Uppsala. Arkitekt för skolan var Gunnar Leche. Skolan började byggas 1925 och stod färdig 1927. Byggnaden blev uppmärksammad för sin arkitektur som ansågs mycket tilltalande. Vaksalaskolan är delad i 2 hus, en matsal och själva skolan. Själva skolan har 2 delar, en del för förskolan och årskurs 1-5, och den andra delen för årskurs 6-9.

## Byggnadsminne
Huset är ett byggnadsminne sedan 2002.